# مارکن‌بینن
مارکن‌بینن (به هلندی: Markenbinnen) یک منطقهٔ مسکونی در هلند است که در آلکمار واقع شده‌است. مارکن‌بینن ۳۳۰ نفر جمعیت دارد.